# محاصره آلمریا (۱۱۴۷)
محاصره آلمریا (به انگلیسی: Siege of Almería) توسط نیروهای پادشاهی لئون و کاستیا و متحدانشان از ژوئیه ۱۱۴۷ آغاز گشت و تا اکتبر همان ادامه یافت. در نهایت نیروهای مرابطون که وظیفه دفاع از شهر را از برعهده داشتند، تسلیم نیروهای متحد شدند تا آلمریا فتح شود. همزمان با آغاز موج جدید جنگ‌های صلیبی، آفونسوی هفتم، پادشاه کاستیا و لئون، نیز همچون کنت پرتغال، درصدد پیوند دادن گسترش قلمروی خود با جنگ مقدس بود. او به صلیبیون پیشنهاد حمله به بندر آلمریا را در جنوب شبه‌جزیره را داد. برای قانع‌کردن نیروهای صلیبی و به‌خصوص جنوایی برای شرکت در جنگ، افزون بر امتیازات معنوی، او امتیازات تجاری و مالی قابل توجهی را ارائه کرد. با موافقت صلیبیون، محاصره آلمریا از ژوئیه ۱۱۴۷ آغاز گشت و پس از دو ماه مقاومت، شهر توسط نیروهای صلیبی اشغال و فتح شد.